# بخش وست چستر، اوهایو
بخش وست چستر (به انگلیسی: West Chester Township) یک منطقهٔ مسکونی در ایالات متحده آمریکا است که در شهرستان باتلر، اوهایو واقع شده‌است.
 بخش وست چستر ۹۱٫۹ کیلومتر مربع مساحت و ۶۰٬۹۵۸ نفر جمعیت دارد.